# Bo Roberson
Bo Roberson (eigentlich Irvin Roberson; * 23. Juli 1935 in Blakely, Georgia; † 15. April 2001 in Pasadena, Kalifornien) war ein US-amerikanischer Weitspringer und American-Football-Spieler.
Bei den Panamerikanischen Spielen 1959 in Chicago gewann er Gold. Im Jahr darauf wurde er US-Hallenmeister und gewann bei den Olympischen Spielen in Rom mit seiner persönlichen Bestleistung von 8,11 m die Silbermedaille hinter seinem Landsmann Ralph Boston (8,12 m) und vor Igor Ter-Owanesjan aus der Sowjetunion (8,04 m).
Von 1961 bis 1966 war er professioneller Footballspieler in der Position des Wide Receivers für die San Diego Chargers, die Oakland Raiders, die Buffalo Bills und die Miami Dolphins.